# Liste der Kulturgüter in Treyvaux
Die Liste der Kulturgüter in Treyvaux enthält alle Objekte in der Gemeinde Treyvaux im Kanton Freiburg, die gemäss der Haager Konvention zum Schutz von Kulturgut bei bewaffneten Konflikten, dem Bundesgesetz vom 20. Juni 2014 über den Schutz der Kulturgüter bei bewaffneten Konflikten sowie der Verordnung vom 29. Oktober 2014 über den Schutz der Kulturgüter bei bewaffneten Konflikten unter Schutz stehen.
Objekte der Kategorien A und B sind vollständig in der Liste enthalten, Objekte der Kategorie C fehlen zurzeit (Stand: 1. Januar 2023).

## Kulturgüter
| Foto |                                                                                        | Objekt | Kat. | Typ | Standort                                          | Beschreibung |
| ---- | -------------------------------------------------------------------------------------- | --- | ---- | --- | ------------------------------------------------- | ------------ |
| ja   | Datei hochladen · Wikidata zu Ehemalige Pfarrkirche Vers-Saint-Pierre (Q29479249)      | Ehemalige Pfarrkirche Vers-Saint-Pierre / Ancienne église paroissiale de Vers-Saint-Pierre KGS-Nr.: 02333 | A    | G   | Chemin de Vers-Saint-Pierre 72a 575316 / 176170   |              |
| ja   | Datei hochladen · Wikidata zu Bauernhaus von Jacques Veillard (Q29479250)              | Bauernhaus von Jacques Veillard / Ferme de Jacques Veillard KGS-Nr.: 09998                                | A    | G   | Le Pré de la Maison 12 577053 / 175196            |              |
| BW   | Datei hochladen · Wikidata zu Bauernhaus und Ofen von Pierre Kolly (Q29698431)         | Bauernhaus von Pierre Kolly und Ofen / Ferme de Pierre Kolly et four KGS-Nr.: 13264                       | B    | G   | Chemin du Clos-des-Moines 11, 11b 576702 / 174950 |              |
| BW   | Datei hochladen · Wikidata zu Bauernhaus von Perrausa dann Kommunal-Hospiz (Q29698462) | Bauernhaus von Perrausa, dann Gemeindehospiz / Ferme de la Perrausa puis Hospice communal KGS-Nr.: 13265  | B    | G   | Route du Pratzey 71 578199 / 174808               |              |
| BW   | Datei hochladen · Wikidata zu Pfarrkirche Saints-Pierre-et-Paul (Q55414980)            | Pfarrkirche Saints-Pierre-et-Paul / Église paroissiale Saints-Pierre-et-Paul KGS-Nr.: 13332               | B    | G   | Route d’Essert 10 577006 / 175295                 |              |
| BW   | Datei hochladen · Wikidata zu Bauernhaus Gebrüder Roulin aux Vernes (Q29698415)        | Bauernhaus Gebrüder Roulin aux Vernes / Ferme des frères Roulin aux Vernes KGS-Nr.: 13333                 | B    | G   | Route d’Arconciel 50 576933 / 176080              |              |
| BW   | Datei hochladen · Wikidata zu Bauernhaus (Q29698446)                                   | Bauernhaus / Ferme KGS-Nr.: 13334                                                                         | B    | G   | En Chantemerle 16 577077 / 175450                 |              |